# Hainan Airlines
Hainan Airlines är ett kinesiskt flygbolag grundat i provinsen Hainan. Hainan Airlines största flygnav är Haikou Meilan International Airport. Huvudkontoret är beläget i Haikou i Kina. Flygbolaget påbörjade flygningar i januari 1993 och år 2011 blev Hainan Airlines det sjunde flygbolaget som erhållit fem stjärnor i Skytrax rankning . Man har även blivit utsedda till Kinas bästa flygbolag

## Historia
Hainan Airlines  bildades år 1989 som "Hainan Province Airlines", men man bytte namn innan flygningarna hann börja till det nuvarande namnet Hainan Airlines. Sedan starten har man etablerat sju sekundära nav i Beijing, Dalian, Guangzhou, Lanzhou, Shenzhen, Taiyuan, Urumqi och Xi'an. 1998 blev Hainan Airlines det första kinesiska flygbolag att köpa aktier i en flygplats då man köpte upp 25% av aktierna i Haikou flygplats 